# Volta a Portugal de 2000
A 62ª edição da Volta a Portugal em Bicicleta decorreu entre os dias 24 de Julho e 6 de Agosto de 2000. Foram percorridos 2319,2 km.

## Equipas
Participaram 179 ciclistas de 20 equipas:
- Porta da Ravessa
- Lampre-Daikin
- Sport Lisboa e Benfica
- Banesto
- Uniao Ciclista da Maia-MSS
- Liquigas-Pata
- LA Aluminios-Pecol-Calbrita
- Kelme-Costa Blanca
- Boavista
- Mobilvetta Design-Rossin
- Barbot-Torrié Cafés-Gondomar
- Vitalicio Seguros
- Gresco-Tavira
- Selle Italia-Aguardiente Nectar
- Troiamarisco-Matesica
- Euskaltel-Euskadi
- Alessio
- Paredes Rota dos Móveis-Tintas VIP
- MROZ-Supradyn Witaminy
- Cantanhede

## Etapas
| Detalhe   | Data        | Cidades da etapa                 | km         | Vencedor da etapa             | Líder da classificação geral |
| 1ª etapa  | 24 de Julho | Loulé-Loulé                      | 172,7      | Miguel Angel · Espanha        | Miguel Angel · Espanha       |
| 2ª etapa  | 25 de Julho | Palmela-Odivelas                 | 191        | Giancarlo Raimondi · Itália   | Miguel Angel · Espanha       |
| 3ª etapa  | 26 de Julho | Odivelas-Leiria                  | 194,5      | Angel Edo · Espanha           | Miguel Angel · Espanha       |
| 4ª etapa  | 27 de Julho | Leiria-Águeda                    | 152,7      | Angel Edo · Espanha           | Miguel Angel · Espanha       |
| 5ª etapa  | 28 de Julho | Águeda-Matosinhos                | 150,5      | Serguei Smetanine · Rússia    | Miguel Angel · Espanha       |
| 6ª etapa  | 29 de Julho | Matosinhos-Lordelo               | 208        | Cândido Barbosa · Portugal    | Miguel Angel · Espanha       |
| 7ª etapa  | 30 de Julho | Lordelo-Alto da Senhora da Graça | 190,2      | Claus Moller · Dinamarca      | Claus Moller · Dinamarca     |
| 8ª etapa  | 31 de Julho | Mondim de Basto-Bragança         | 184,5      | José Garrido · Espanha        | Claus Moller · Dinamarca     |
| 9ª etapa  | 1 de Agosto | Bragança-Gouveia                 | 204,5      | Pedro Horrillo · Espanha      | Claus Moller · Dinamarca     |
| 10ª etapa | 2 de Agosto | Guarda-Torre                     | 168,2      | Vítor Gamito · Portugal       | Vítor Gamito · Portugal      |
| 11ª etapa | 3 de Agosto | Manteigas-Belmonte               | 134        | Cândido Barbosa · Portugal    | Vítor Gamito · Portugal      |
| 12ª etapa | 4 de Agosto | Fundão-Portalegre                | 160,2      | Alberto Ongaratto · Itália    | Vítor Gamito · Portugal      |
| 13ª etapa | 5 de Agosto | Portalegre-Marvão                | 37,1 (CRI) | Vítor Gamito · Portugal       | Vítor Gamito · Portugal      |
| 14ª etapa | 6 de Agosto | Évora-Lisboa                     | 174,4      | Saulius Sarkauskas · Lituânia | Vítor Gamito · Portugal      |

## Classificação Final
| Lugar | Nome                | Nacionalidade | Equipa                                  | Tempo     |
| 01.   | Vítor Gamito        | Portugal      | Porta da Ravessa                        | 57h28m06s |
| 02.   | Claus Moller        | Dinamarca     | Maia-MSS                                | a 3m51s   |
| 03.   | Andrei Zintchenko   | Rússia        | L.A. Alumínios-Pecol-Águias de Alpiarça | a 3m57s   |
| 04.   | José Azevedo        | Portugal      | Maia-MSS                                | a 4m02s   |
| 05.   | Juan Miguel Mercado | Espanha       | Banesto                                 | a 5m16s   |
| 06.   | Luis Perez          | Espanha       | Vitalicio Seguros                       | a 5m31s   |
| 07.   | Joaquim Gomes       | Portugal      | L.A. Alumínios-Pecol-Águias de Alpiarça | a 5m44s   |
| 08.   | Eladio Jiménez      | Espanha       | Banesto                                 | a 6m02s   |
| 09.   | Jose Luis Rebollo   | Espanha       | Vitalicio Seguros                       | a 6m41s   |
| 10.   | Cândido Barbosa     | Portugal      | Banesto                                 | a 7m08s   |

## Outras classificações
Pontos (camisola verde): Saulius Sarkauskas - L.A. Alumínios-Pecol-Águias de Alpiarça
Montanha (camisola azul): Felix Cardenas - Kelme-Costa Blanca
Juventude (camisola laranja): Juan Miguel Mercado - Vitalicio Seguros
Sprints Especiais: Pedro Martins  - Gresco-Tavira
Combinado: José Azevedo - Maia-MSS
Geral Equipas: L.A. Alumínios-Pecol-Águias de Alpiarça